# Diskotabel
Diskotabel is een radioprogramma van de NTR op de Nederlandse klassiekemuziekzender Radio 4. In het programma worden nieuwe cd's gedraaid en door een panel besproken.
Het programma werd bedacht naar voorbeeld van het programma On first hearing van Radio WQXR, een klassieke zender in New York. De eerste aflevering van Diskotabel was in 1982. De programmaformule is dat panelleden onvoorbereid nieuwe cd's te horen krijgen. Zij weten daarbij niet wie de uitvoerenden zijn. Dit wordt gedaan om de objectiviteit van hun oordeel te bevorderen. Vast onderdeel van Diskotabel is "De Vergelijking", waarin drie uitvoeringen van eenzelfde muziekwerk worden beluisterd en bekritiseerd.